# Bangabhaban
Bangabhaban (bengali : বঙ্গভবন Bôngobhôbôn, littéralement « Maison du Bengale ») est la résidence officielle et le lieu de travail principal du président de la république populaire du Bangladesh, situé sur Bangabhaban Road, et une petite route reliant l'avenue Dilkusha à  Dacca. Elle est entourée par les jardins de Bangabhaban (anciennement les jardins de Dilkusha de Nawab).